# 음악 여행 라라라
《음악 여행 라라라》는 2008년 11월 26일부터 2010년 10월 27일까지 MBC에서 방송된 심야 음악 프로그램이다. 《유희열의 스케치북》, 《김정은의 초콜릿》등과 맥락을 같이하는 라이브 지향 음악 프로그램이나, 비공개로 제작되었다는 점과 한 회당 한두 명의 가수만 초청하였다는 점이 특징이다. 처음에는 라디오 스타 출연자 4명이 진행하였으나, 15회부터 17회까지 윤건과 장윤주가 진행했으며, 18회부터 김창완이 진행하였다.

## 초대 손님 목록

### 2008년
| 회차 | 방송일    | 초대 손님                    |
| ---- | --------- | ---------------------------- |
| 1회  | 11월 26일 | 이승열, 더블유 앤 웨일       |
| 2회  | 12월 3일  | 윤종신, 하림                 |
| 3회  | 12월 10일 | 장기하와 얼굴들, 뜨거운 감자 |
| 4회  | 12월 17일 | 넬, 지선                     |

### 2009년
| 회차 | 방송일    | 초대 손님 |
| ---- | --------- | --- |
| 5회  | 1월 14일  | SG 워너비, 이승철                                                                                            |
| 6회  | 1월 21일  | 김광진, 알렉스                                                                                               |
| 7회  | 1월 28일  | 이소라, 조규찬                                                                                               |
| 8회  | 2월 4일   | 바비킴, 윤하                                                                                                 |
| 9회  | 2월 11일  | 손지연 |
| 10회 | 2월 18일  | 자우림 |
| 11회 | 2월 25일  | 이장혁, 검정치마                                                                                             |
| 12회 | 3월 4일   | 적우, 임태경                                                                                                 |
| 13회 | 3월 11일  | 이바디, 윈터플레이                                                                                           |
| 14회 | 3월 18일  | 이승철 |
| 15회 | 3월 25일  | 이선희 |
| 16회 | 4월 1일   | 박정현, 스윗 소로우                                                                                          |
| 17회 | 4월 8일   | 김창완, 악퉁                                                                                                 |
| 18회 | 4월 15일  | 장기하와 얼굴들, 말로, 전제덕                                                                                |
| 19회 | 4월 22일  | 소년&소녀 |
| 20회 | 4월 29일  | 이은미, 김창훈                                                                                               |
| 21회 | 5월 6일   | 윤하, 소규모 아카시아 밴드                                                                                   |
| 22회 | 5월 13일  | 이현우, 유리상자                                                                                             |
| 23회 | 5월 20일  | 이상은, 서울 전자음악단                                                                                      |
| 24회 | 6월 3일   | 인순이, 더블유 앤 웨일                                                                                       |
| 25회 | 6월 10일  | YB, 나무자전거                                                                                               |
| 26회 | 6월 17일  | 손담비, 케이윌, 짙은, 아이유, 란, 신문희                                                                     |
| 27회 | 6월 24일  | 소녀시대, 슈퍼주니어                                                                                         |
| 28회 | 7월 1일   | 바비킴, 유리, 허클베리핀                                                                                     |
| 29회 | 7월 8일   | 김현철, 리처드 용재 오닐                                                                                     |
| 30회 | 7월 15일  | 한영애, 김정범                                                                                               |
| 31회 | 7월 22일  | 클래지콰이, 브로콜리너마저                                                                                   |
| 32회 | 7월 29일  | 박정현, 나윤권, 장기하와 얼굴들, 구남과 여 라이딩 스텔라                                                     |
| 33회 | 8월 5일   | 김연우, 재주소년                                                                                             |
| 34회 | 8월 12일  | 부활, 메이트, 적우                                                                                           |
| 35회 | 8월 26일  | 윤상, 요조 & 한희정                                                                                          |
| 36회 | 9월 2일   | 윈터플레이, F.T 아일랜드, 에보니힐                                                                           |
| 37회 | 9월 9일   | 김창완 밴드, 짙은                                                                                            |
| 38회 | 9월 16일  | 에픽하이, 웅산, 황보령=SmackSoft                                                                             |
| 39회 | 9월 23일  | 양진석, 김광진, 정원영 밴드                                                                                  |
| 40회 | 9월 30일  | 이수영, 체리필터                                                                                             |
| 41회 | 10월 7일  | 이승철, 더 링크(with 신대철)                                                                                 |
| 42회 | 10월 14일 | 김연우, 크라잉넛, 박기영, 김범수, 케이윌, 웨일                                                               |
| 43회 | 10월 21일 | 노브레인, 브라운아이드걸스, 보드카레인, 카라                                                                 |
| 44회 | 10월 28일 | 브로콜리 너마저, 대박나라                                                                                    |
| 45회 | 11월 4일  | 서영은, 이대 나온 여자                                                                                       |
| 46회 | 11월 11일 | 이한철, 타루, 맹유나                                                                                         |
| 47회 | 11월 18일 | 신승훈, 아미스타드                                                                                           |
| 48회 | 11월 25일 | 김장훈, 유희열, 와이낫                                                                                       |
| 49회 | 12월 2일  | 바비킴, 김범수, 휘성                                                                                         |
| 50회 | 12월 9일  | 이승환, 오르겔탄츠                                                                                           |
| 51회 | 12월 16일 | 박진영, 1펀치                                                                                                |
| 52회 | 12월 23일 | 리쌍, 김태우, 국카스텐, 스윗소로우, 브라운 아이드 걸스, 소녀시대, 케이윌, 보드카 레인, 타루, 브로콜리 너마저 |

### 2010년
| 회차 | 방송일    | 초대 손님 |
| ---- | --------- | --- |
| 53회 | 1월 6일   | 동물원, 루시드폴 |
| 54회 | 1월 13일  | 김목경, 도원경 |
| 55회 | 1월 20일  | 스윗소로우, 생각의 여름 |
| 56회 | 1월 27일  | 이영현, 아이유, 준잭 |
| 57회 | 2월 3일   | 신대철, 서울전자음악단, 김종서 |
| 58회 | 2월 10일  | 봄여름가을겨울 |
| 59회 | 2월 17일  | 박미경, 나윤권, 메이트 |
| 60회 | 2월 24일  | 페퍼톤스, 애쉬그레이, 안녕바다 |
| 61회 | 3월 3일   | 강산에, 뜨거운 감자 |
| 62회 | 3월 10일  | 박학기, 조규찬 |
| 63회 | 3월 17일  | 루시드폴, 2AM, 요조, 더원, 알리, MIJI, 윤화재인, ZY, 10cm |
| 64회 | 3월 24일  | 정인, 박주원, 정엽, 전제덕 |
| 65회 | 3월 31일  | 한상원 밴드, 신촌 블루스 |
| 66회 | 4월 7일   | 크라잉넛, 블랙홀 |
| 67회 | 4월 14일  | 윤종신, 장재형 |
| 68회 | 4월 21일  | 에픽하이, 9와 숫자들 |
| BEST | 5월 19일  | 베스트(루시드 폴, 뜨거운 감자, 봄여름가을겨울, 박학기, 강산에, 조규찬, 동물원) |
| 69회 | 5월 26일  | 나무자전거, 웅산 |
| 70회 | 6월 9일   | 장기호, 강호정 |
| 71회 | 6월 16일  | 서영은, 알렉스, 정엽 |
| 72회 | 6월 23일  | 슈퍼주니어, 박새별, 국카스텐, FX, 정인, 짙은, 아이유, 톰톰 |
| 73회 | 6월 30일  | 이승환 |
| 74회 | 7월 7일   | 김윤아, 이현석 |
| 75회 | 7월 14일  | YB |
| 76회 | 7월 21일  | 피아, 아침 |
| 77회 | 7월 28일  | 김목경, 김도향, 신대철 |
| 78회 | 8월 4일   | 원 모어 찬스, 10cm |
| 79회 | 8월 11일  | 이은미 |
| 80회 | 8월 18일  | 하림, 조규찬 |
| 81회 | 8월 25일  | 이현우, 김현철 |
| 82회 | 9월 1일   | 라 벤타나, 미지, 신지후 |
| 83회 | 9월 8일   | 조정치, 장윤정, 정인, 뜨거운 감자 |
| 84회 | 9월 15일  | 이상은, 우쿨렐레 피크닉 |
| 85회 | 9월 29일  | 나윤선 |
| 86회 | 10월 6일  | 정성하, 서울전자음악단 |
| 87회 | 10월 13일 | 박기영, 윈터플레이 |
| 88회 | 10월 20일 | 김범수, 아일랜드시티 |
| 89회 | 10월 27일 | 마지막 회(이승열, 이소라, 조규찬, 슈퍼주니어, 소녀시대, 장기하와 얼굴들, 구남과 여 라이딩 스텔라, 김장훈, 유희열, 이은미, 신대철, 서울전자음악단, 이승환, 김창완, 봄여름가을겨울) |

## 관련 음악 프로그램
- 전국노래자랑
- 가요무대
- 콘서트 7080
- 열린음악회
- 국악 한마당
- 이하나의 페퍼민트
- 유희열의 스케치북
- 라이브 음악창고
- 뮤직뱅크 (이상 KBS.)
- SBS 인기가요
- 김정은의 초콜릿 (이상 SBS.)
- 쇼 음악 중심 (MBC)
- EBS 스페이스 공감 (EBS)
- 라이브 H (OBS)
- 엠카운트다운 (엠넷)